# 梁骏吾
梁骏吾（1933年9月18日—2022年6月23日），湖北武汉人，半导体材料专家。

## 生平
1955年毕业于武汉大学化学系，1960年获原苏联科学院冶金研究所副博士学位。中国科学院半导体研究所研究员。中国工程院院士。
1997年，当选中国工程院信息与电子工程学部院士。